# 莊靜
莊靜（1909年8月31日—1972年5月2日），女，江苏邳縣人，中华民国政治人物。民國37年（1948年）在江蘇婦女選區當選第一屆立法委員。

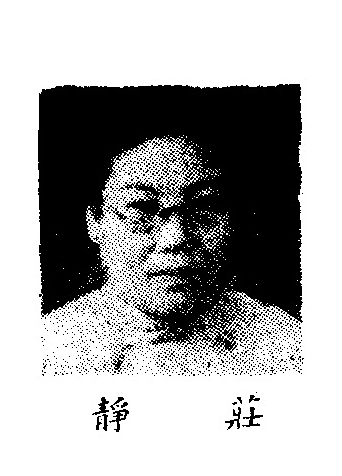
出席制憲國民大會代表時

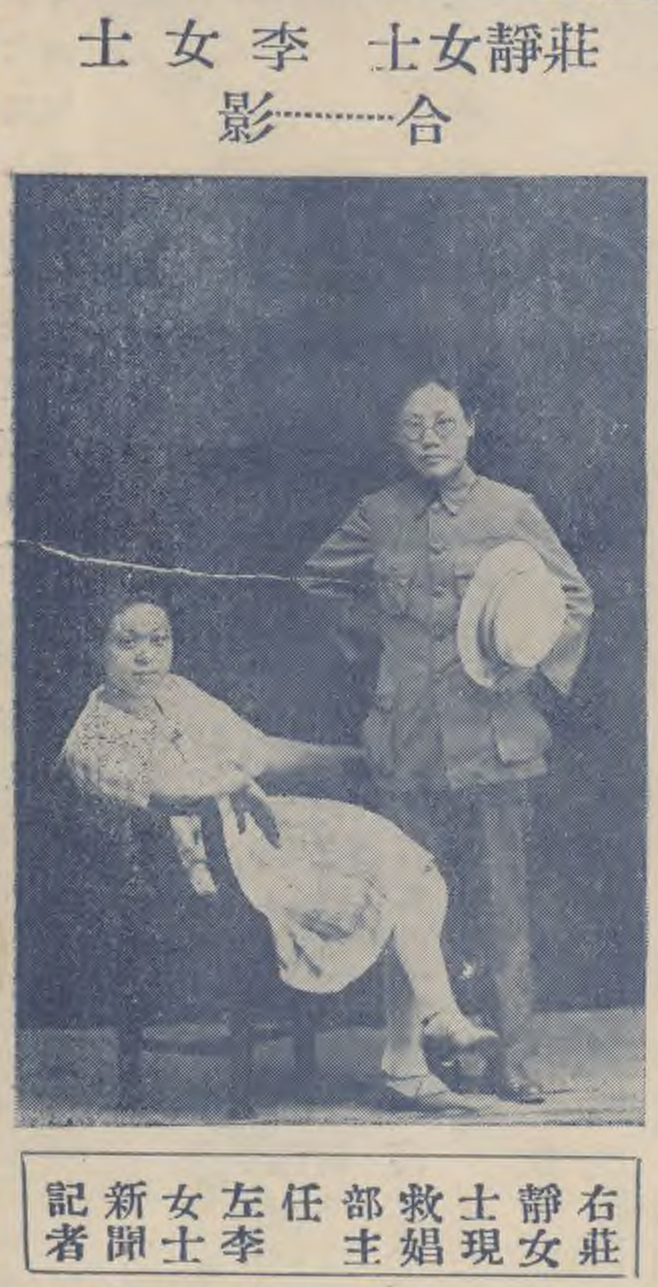
莊靜女士李女士合影

## 生平
- 毕业于江苏省立徐州中学，1925年加入国民党
- 民國十五年，畢業於上海女子文學專門學校
- 民國十七年南方大学肄業
- 中國國民黨江蘇省黨部婦女部秘書、代部長
- 1929年北平市立婦女救濟院主任
- 北平私立女子職業專校校長
- 1935年南京妇女会
- 新生活运动妇女指导委员会
- 中国国民党中央妇女运动委员会駐會委員
- 1944年秋，女青年軍总队副總隊長
- 三青團婦女服務總隊長
- 制憲國民大會代表
- 1947年憲政实施促进委员会考察委员会委員
- 1948年立法委员
- 1949年赴台
- 民國61年5月2日病故[4]